# Château de Colditz
Pour les articles homonymes, voir Colditz (homonymie).
 (août 2024).
Si vous disposez d'ouvrages ou d'articles de référence ou si vous connaissez des sites web de qualité traitant du thème abordé ici, merci de compléter l'article en donnant les références utiles à sa vérifiabilité et en les liant à la section « Notes et références ».
 (août 2024).
La mise en forme du texte ne suit pas les recommandations de Wikipédia : il faut le « wikifier ».
Les points d'amélioration suivants sont les cas les plus fréquents. Le détail des points à revoir est peut-être précisé sur la page de discussion.
- Les titres sont pré-formatés par le logiciel. Ils ne sont ni en capitales, ni en gras.
- Le texte ne doit pas être écrit en capitales (les noms de famille non plus), ni en gras, ni en italique, ni en « petit »…
- Le gras n'est utilisé que pour surligner le titre de l'article dans l'introduction, une seule fois.
- L'italique est rarement utilisé : mots en langue étrangère, titres d'œuvres, noms de bateaux, etc.
- Les citations ne sont pas en italique mais en corps de texte normal. Elles sont entourées par des guillemets français : « et ».
- Les listes à puces sont à éviter, des paragraphes rédigés étant largement préférés. Les tableaux sont à réserver à la présentation de données structurées (résultats, etc.).
- Les appels de note de bas de page (petits chiffres en exposant, introduits par l'outil «  Source ») sont à placer entre la fin de phrase et le point final[comme ça].
- Les liens internes (vers d'autres articles de Wikipédia) sont à choisir avec parcimonie. Créez des liens vers des articles approfondissant le sujet. Les termes génériques sans rapport avec le sujet sont à éviter, ainsi que les répétitions de liens vers un même terme.
- Les liens externes sont à placer uniquement dans une section « Liens externes », à la fin de l'article. Ces liens sont à choisir avec parcimonie suivant les règles définies. Si un lien sert de source à l'article, son insertion dans le texte est à faire par les notes de bas de page.
- La présentation des références doit suivre les conventions bibliographiques. Il est recommandé d'utiliser les modèles {{Ouvrage}}, {{Chapitre}}, {{Article}}, {{Lien web}} et/ou {{Bibliographie}}. Le mode d'édition visuel peut mettre en forme automatiquement les références.
- Insérer une infobox (cadre d'informations à droite) n'est pas obligatoire pour parachever la mise en page.

Pour une aide détaillée, merci de consulter Aide:Wikification.
Si vous pensez que ces points ont été résolus, vous pouvez retirer ce bandeau et améliorer la mise en forme d'un autre article.
Le château de Colditz se situe dans la localité de Colditz, à mi-chemin entre Leipzig et Dresde en Saxe.
Son origine remonte au XIe siècle, lorsque l'empereur Henri IV permit au margrave Wiprecht de Groitzsch, de construire un château sur la colline dominant la rive gauche de la Mulde.

## Historique

### Seconde Guerre mondiale
Après qu'il eut abrité un hôpital psychiatrique pendant plus d'un siècle, le régime nazi transforma le château en camp de prisonniers réservé aux officiers alliés (Oflag) pendant la Seconde Guerre mondiale, devenant ainsi l'Oflag IV-C.
C'était une forteresse d'où l'évasion était censée être impossible puisque la sécurité était assurée par des gardiens plus nombreux que les prisonniers eux-mêmes.
Malgré cela, trente-quatre officiers (treize Français, dix Britanniques, sept Néerlandais, deux Belges, un Polonais, un Canadien et un Indien) sont parvenus à s'évader de Colditz.
Ces exploits inspirèrent la série télévisée Colditz diffusée entre 1972 et 1974.
Les premiers prisonniers internés à Colditz furent cent quarante officiers polonais en octobre 1940.
À la fin de l'année 1940, soixante Polonais, douze Belges, cinquante Français et trente Britanniques, tous officiers, y sont internés comme prisonniers de guerre, notamment les frères Alain et Élie de Rothschild, ce dernier s'y marie par procuration le 7 avril 1941 avec Liliane Fould. Parmi les personnalités détenues se trouvent aussi Robert Blum (fils de Léon Blum), prisonnier de guerre, et le journaliste communiste Giles Romilly (neveu de Winston Churchill), capturé en Norvège comme correspondant de guerre.
En février 1941 sont amenés deux cents officiers français, rejoints plus tard par soixante-huit officiers néerlandais le 24 juillet 1941.
Fin juillet 1941, on compte deux cent cinquante Français, cent cinquante Polonais, cinquante Britanniques ou membres du Commonwealth, soixante-huit Néerlandais et deux Yougoslaves.
En mai 1943, le haut commandement de la Wehrmacht décide de réserver prioritairement Colditz aux prisonniers britanniques.
Les officiers français, polonais et néerlandais sont transférés dans d'autres camps et fin juillet 1943, il ne reste qu'une poignée d'officiers français pour deux cent vingt-huit officiers britanniques ou membres du Commonwealth.
Le 23 août 1944, le premier prisonnier américain arrive à Colditz, rejoint le 19 janvier 1945 par six généraux français.
En mars 1945, 1 200 prisonniers français sont internés à Colditz.
Le 16 avril 1945, le château est libéré par les troupes américaines du 5e corps de la 9e Armée.

#### Évasions réussies depuis l'intérieur du château

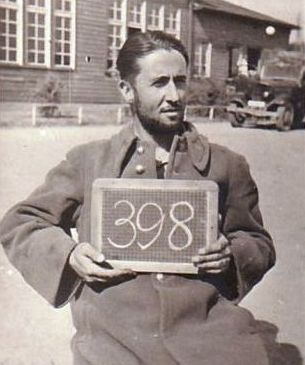
Le lieutenant français Alain Le Ray.

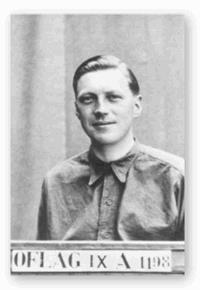
Le lieutenant britannique Airey M. S. Neave.

1. Le lieutenant français Alain Le Ray s'évade le 11 avril 1941. Il profite d'un match de football dans la cour pour s'évader. Il parvient à rejoindre la Suisse puis la France. Premier évadé de Colditz, il sera ensuite le premier chef militaire du maquis du Vercors.
2. Le lieutenant français René Collin s'évade le 31 mai 1941. Il rejoint la France.
3. Après plusieurs tentatives infructueuses, le lieutenant français Pierre Mairesse Lebrun s'évade le 2 juillet 1941. Il rejoint la Suisse après huit jours de bicyclette.
4. Le lieutenant français Théodore Tatistcheff s'évade le 18 juillet 1941 et rejoint Paris mais, recherché par la Gestapo, il va se cacher quelque temps en zone libre à Lyon.
5. Le lieutenant français Roland Regnier s'évade le 3 août 1941 par les égouts. Il rejoint la France par le train.
6. Le lieutenant néerlandais Francis Steinmetz s'évade le 15 août 1941. Il rejoint la Suisse par le train en trois jours.
7. Le lieutenant néerlandais E. Hans Larive s'évade le 15 août 1941 avec Steinmetz.
8. Le lieutenant d'aviation Dominic Bruce (le soi-disant «Homme de Taille Moyenne») s'est échappé dans un coffre à thé, le 8 septembre 1942. Il a été repris à Dantzig.
9. Le major néerlandais C. Giebel s'évade le 20 septembre 1941.
10. Le lieutenant néerlandais O. L. Drijber s'évade le 20 septembre 1941 avec Giebel.
11. Le lieutenant britannique Airey M. S. Neave s'évade le 5 janvier 1942. Déguisé en officier allemand, il rejoint la Suisse en deux jours.
12. Le lieutenant néerlandais Anthony P. Luteyn s'évade le 5 janvier 1942 avec Neave.
13. Le lieutenant britannique H. N. Fowler s'évade le 9 septembre 1942. Déguisé en officier allemand, il rejoint la Suisse.
14. Le lieutenant néerlandais Damiaen Joan van Doorninck s'évade le 9 septembre 1942 avec Fowler.
15. Le capitaine britannique Patrick R. Reid s'évade le 14 octobre 1942. Il rejoint la Suisse en quatre jours.
16. Le lieutenant canadien Howard D. Wardle s'évade le 14 octobre 1942 avec Reid.
17. Le major britannique Ronald B. Littledale s'évade le 14 octobre 1942. Il rejoint la Suisse en cinq jours.
18. Le lieutenant britannique William E. Stephens s'évade le 14 octobre 1942 avec Littledale.
19. Le lieutenant britannique William Millar s'évade en janvier 1944, mais ne parvient pas à gagner la Suisse. Il est probablement exécuté par les Allemands.

#### Évasions réussies depuis l'extérieur du château

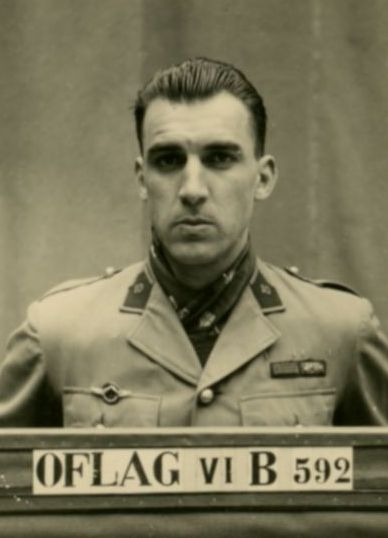
Le lieutenant français Pierre Mairesse-Lebrun.

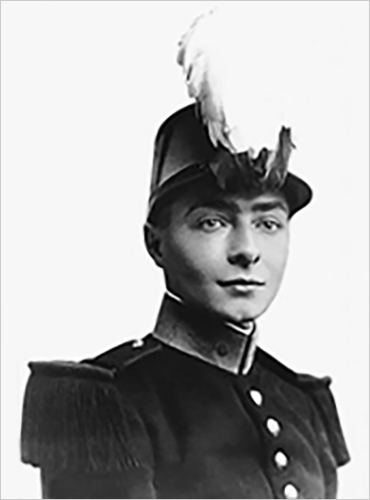
Le lieutenant français Élisée Alban Darthenay.

1. Le lieutenant français Pierre Mairesse-Lebrun s'évade le 2 juillet 1941. Il est catapulté au-dessus les barbelés par le Lieutenant Pierre Odry.
2. Le lieutenant français J. Durand-Hornus s'évade le 17 décembre 1941. Il profite d'une visite chez le dentiste en ville.
3. Le lieutenant français G. de Frondeville s'évade le 17 décembre 1941 avec Durand-Hornus.
4. Le lieutenant français Jacques Prot s'évade le 17 décembre 1941 avec Durand-Hornus. Il sera tué dans les combats d'ITalie (source "Les Indomptables" de Emile Le Brigant).
5. Le capitaine belge Robert Rothschild, réclamé par le régime de Vichy, échappe à celui-ci aidé par le Special Operations Executive (SOE) et gagne la Grande-Bretagne.
6. Le lieutenant polonais Kroner s'évade en sautant par la fenêtre d'un hôpital.
7. Le lieutenant français André Boucheron s'évade depuis l'hôpital de Zeitz. Repris, il s'évade à nouveau d'une prison à Düsseldorf.
8. Le lieutenant français Odry s'évade depuis l'hôpital d'Ehterhorst.
9. Le lieutenant français Jacques Navelet s'évade depuis l'hôpital d'Ehterhorst.
10. Le capitaine belge Louis Rémy s'évade depuis l'hôpital de Gnaschwitz.
11. Le chef d'escadrille britannique Brian Paddon rejoint la Suède.
12. Le lieutenant français Raymond Bouillez s'évade depuis un hôpital.
13. Le lieutenant néerlandais J. van Lynden s'évade lors du transfert des prisonniers néerlandais au camp de Stanislau.
14. Le lieutenant français Élisée Alban Darthenay, interné à Colditz le 12 juillet 1942, après plusieurs tentatives d'évasion du camp de Hoyerswerda, s'en évade le 8 juillet 1943 depuis l'hôpital d'Hohnstein-Ernsttal. Il rejoint en février 1944 la Résistance (Armée Secrète de l'Ain). Arrêté le 7 avril 1944 par la Gestapo, atrocement torturé et mutilé, il ne parle pas ce qui sauve huit cents hommes et tous les officiers du maquis de l'Ain (témoignage du colonel Romans-Petit). Il est exécuté dans la nuit du 11 au 12 avril. Une promotion de Saint-Cyr (1974-1976) porte son nom.
15. Le lieutenant indien Birendra Nath Mazumdar était le seul prisonnier indien à Colditz. Il fit une grève de la faim pour être transféré dans un camp ne comprenant que des prisonniers indiens. Lors de ce transfert, il s'évada et gagna la Suisse avant de rejoindre la Résistance française.
16. Le marin britannique W. Hammond demanda son transfert arguant du fait qu'il n'était pas officier. Il s'évade lors du transfert.
17. Le marin britannique D. Lister s'évade avec Hammond.

Emile Le Brigant cite également les officiers suivants évadés de Colditz morts ou disparus pour la France:
- Emile Aigouy
- Louis Bechart
- René Boutard
- Bernard Brunet
- François Collineau
- Alfred Gallais
- Robert Hanus
- Léon Jorna
- René Laland
- André Le Jeune
- Albert Lussus
- André Rondenay
- Serge de la Roussilhe
- René Schaeffer
- Charles Thibaudin
- Raymons Willemet

#### Évasions ayant échoué

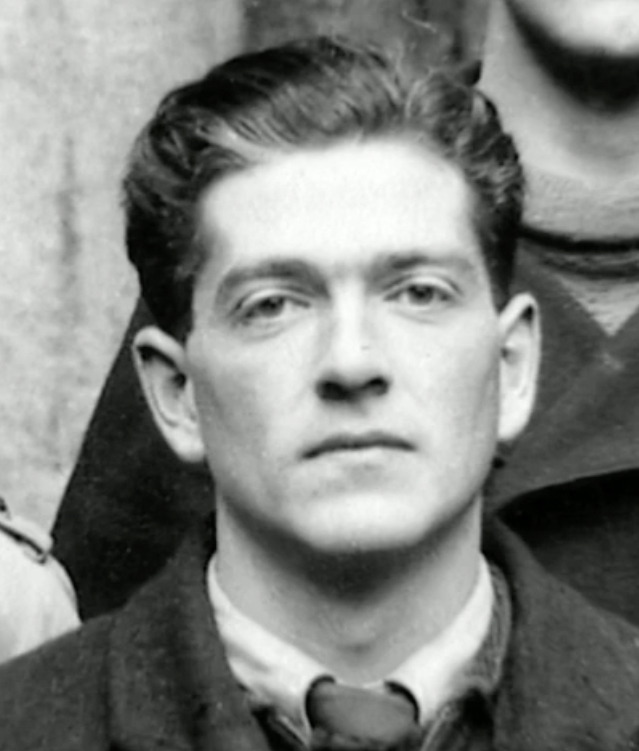
Giles Romilly, neveu de Winston Churchill.

Parmi les évasions ayant échoué, il convient de signaler la tentative d'évasion en masse par le « tunnel français », découvert par les Allemands environ trois semaines avant son achèvement. Ce tunnel fut creusé en plus d'une année (1940-1942) et les Allemands savaient qu'un tunnel était en chantier en raison de bruits suspects quand les Français creusaient. Les Allemands exigèrent que les officiers français payent 12 000 marks afin de réparer les dommages causés par le creusement de ce tunnel.
Les prisonniers construisirent un planeur dans les combles du château, le Colditz Cock. Il n'eut pas le temps de servir, le camp ayant été libéré avant la tentative d'évasion.
Giles Romilly (en), neveu de sir Winston Churchill, tenta de s'évader caché dans une malle. Malheureusement, celle-ci fut stockée à l'envers à la gare. Ne pouvant rester très longtemps la tête en bas, il finit par manifester sa présence. Libéré de sa malle, il fut reconduit à Colditz.

### Autres prisonniers du château de Colditz

#### Officiers français
- Georges Bergé, commandant de l'escadron français du Spécial Air Service.
- Yves Congar, religieux dominicain, auteur de Leur résistance, témoignage sur les officiers évadés de Colditz et Lübeck morts pour la France[3].
- Jean Guitton, philosophe et essayiste, auteur de "journal de captivité 1942-1943", réédité chez Albin Michel sous le titre "Pages brûlées" en 1984.
- Christian Courmes, lieutenant français, plusieurs tentatives d'évasion  et tunnel à Colditz en août 1942[4],  Évadé de Lübeck[5], non repris, il rejoint les FFI.
- Émile Le Brigant, doyen des officiers français à Colditz, regroupe souvenirs et liste de prisonniers dans Les Indomptables.
- Jean Flavigny, général français, commandant le 21e corps d'armée.
- Michel Girot, lieutenant français, plusieurs tentatives d'évasion à Colditz. Évadé de Lübeck, repris par la Gestapo et torturé à mort à Lübeck[6].
- Augustin Jordan, commandant du French Squadron (Special Air Service) après la capture du CDT Bergé en juin 1942.
- Eugène Laillat, officier français, professeur de Lettres.
- Henri Lamaison, sous-lieutenant, polytechnicien, une tentative d'évasion à Colditz.
- Raymond Laporte-Many lieutenant français, plusieurs tentatives d'évasion et tunnel.
- Georges Mayer, officier français, médecin, professeur de médecine.
- Léonce Petitcolin, lieutenant français, auteur du livre : "Les fortes têtes, 1940-1944, La forteresse de Colditz"[7].
- Jean Maxime Puchois, chef de bataillon français, fait prisonnier à la bataille de Bir Hakeim, le 11 juin 1942.

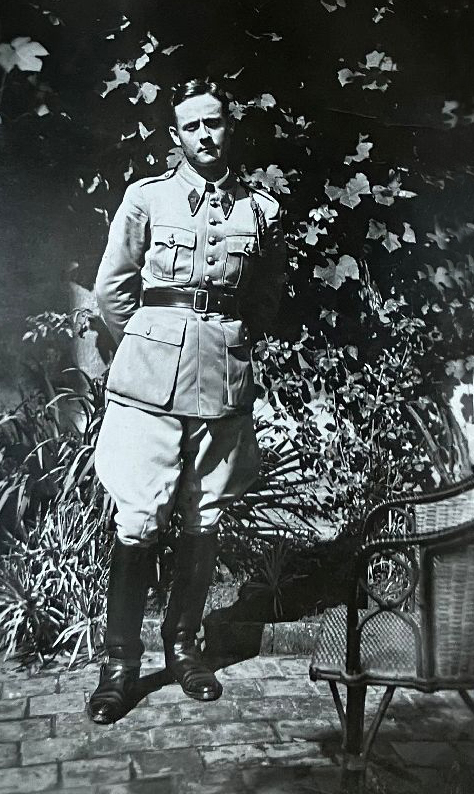
Lt  C. Courmes.
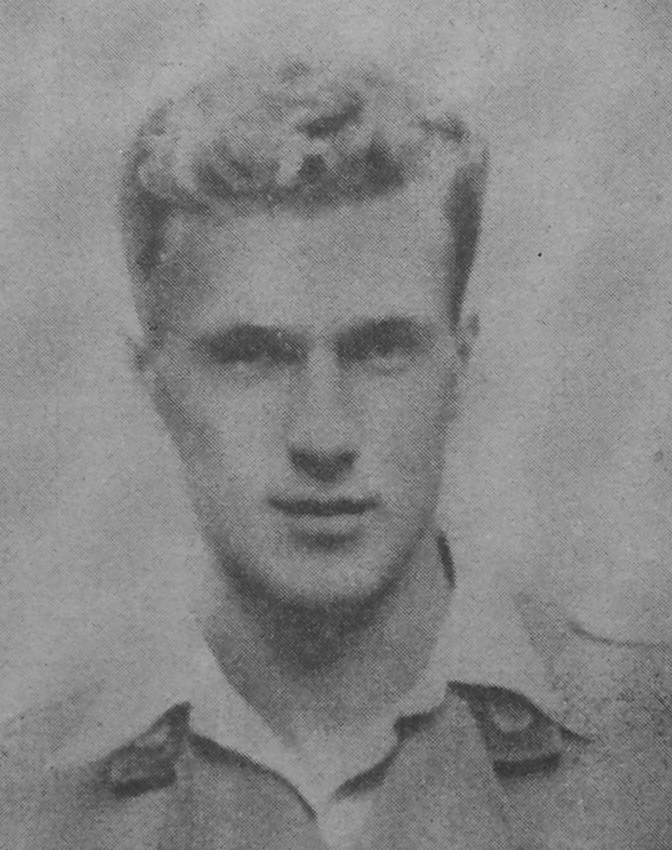
Lt M. Girot.
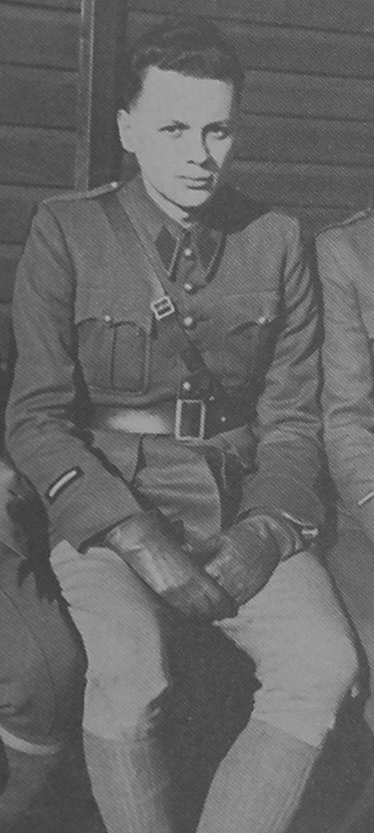
Lt L. Petitcolin.

#### Officiers britanniques
- Douglas Bader, commandant, pilote de chasse, britannique.
- Charles Hope, marquis de Linlithgow.
- Desmond Llewelyn, lieutenant britannique, acteur il joua le rôle de Q dans 17 films de James Bond.
- Patrick Robert Reid, capitaine de la 2e division d'infanterie, auteur de livres sur le camp de Colditz.
- Tony Rolt, lieutenant à la Rifle Brigade, Britannique, pilote automobile.
- David Stirling, lieutenant-colonel et créateur du Spécial Air Service.

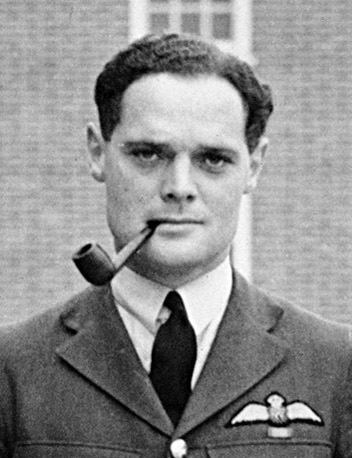
Commandant D. Bader.
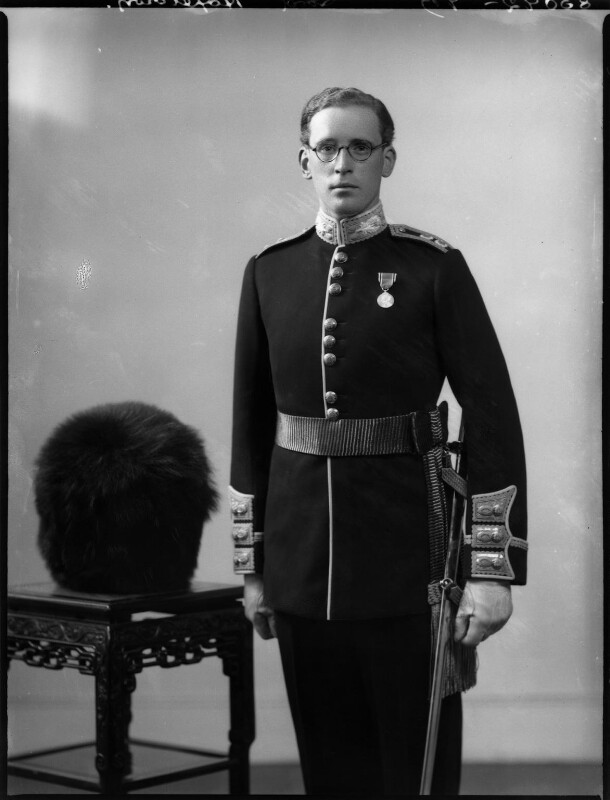
C. Hope, marquis de Linlithgow.
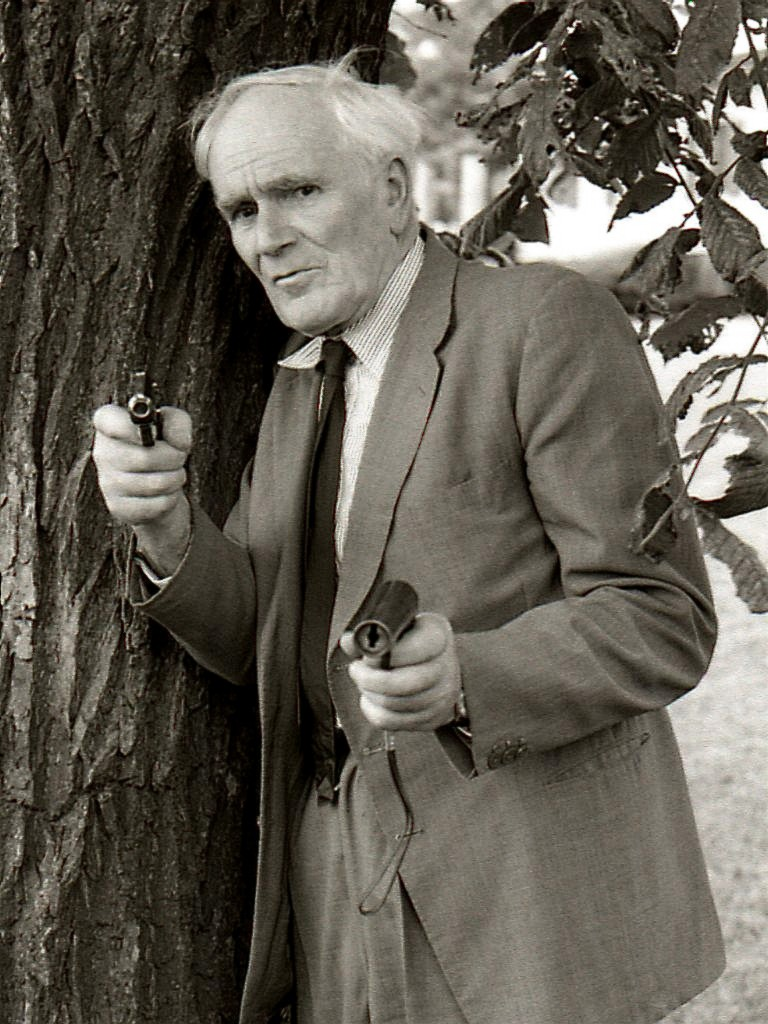
Lieutenant D. Llewelyn.
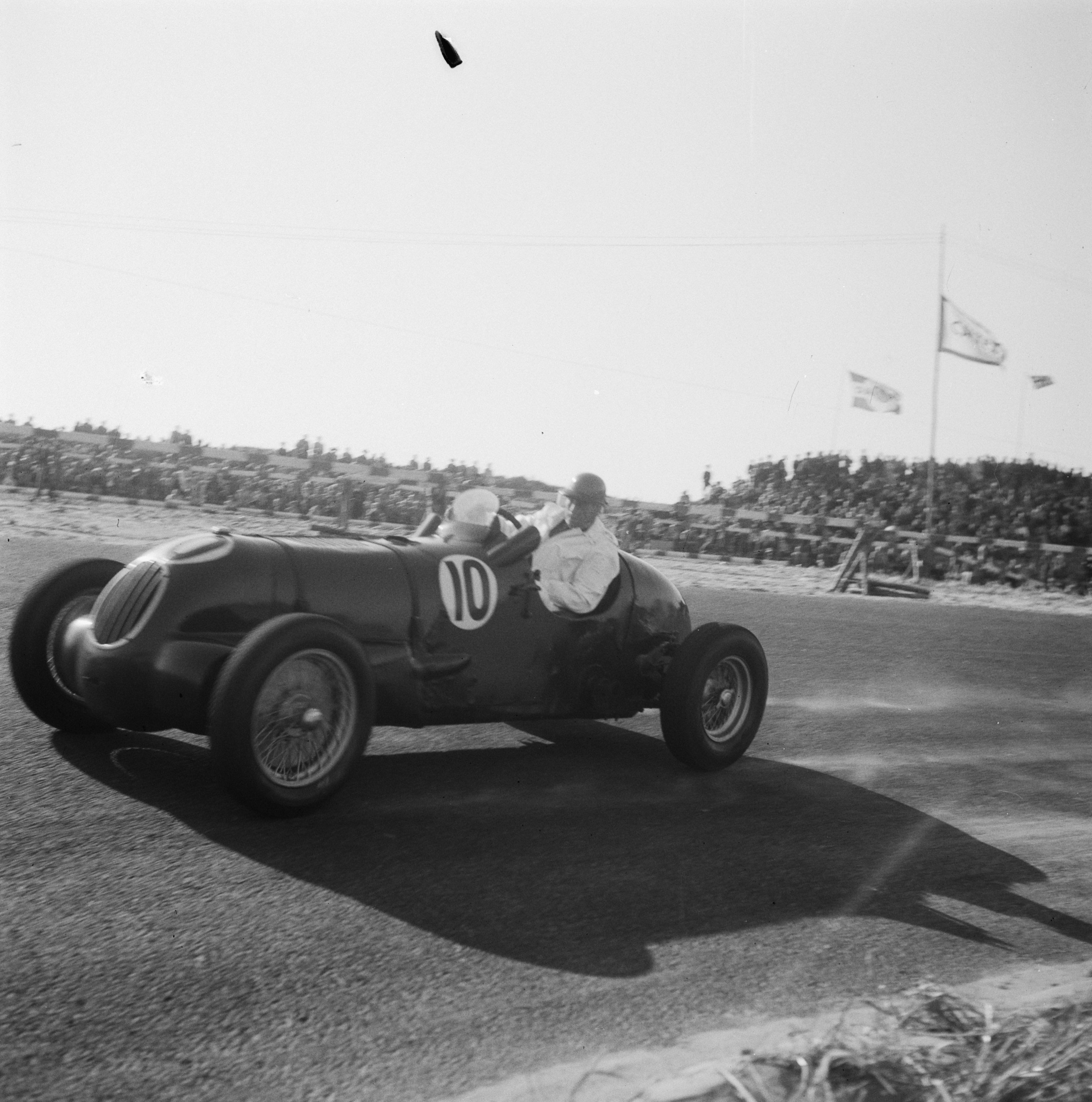
Lieutenant T. Rolt.
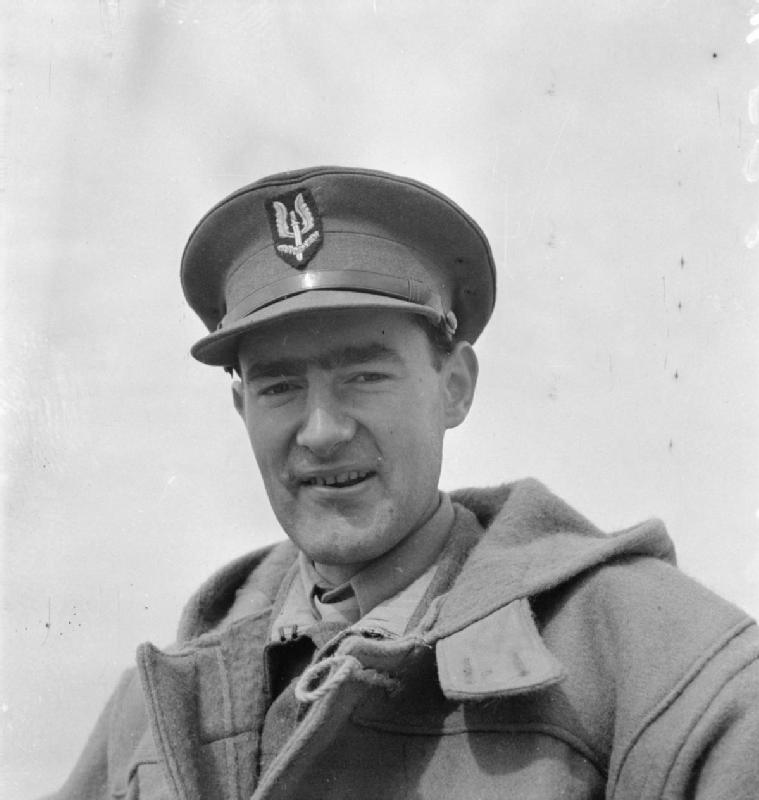
Colonel D. Stirling.

### Filmographie
- Les Indomptables de Colditz de Guy Hamilton, un film britannique, 1955.
- Colditz de Brian Degas et Gerard Glaister, USA, Royaume-Uni, série télévisée diffusée en 1972-1974 sur BBC 1, en 1975 sur TF1.
- Colditz : La Guerre des évadés de Stuart Orme, un film britannique, 2005 (Visionner en ligne).
- Colditz - Les évadés de la forteresse d'Hitler (Die Unbeugsamen – Flucht aus Hitlers Elitegefängnis) de Michael Wulfes (de), documentaire de 52 minutes, 2006, sur Arte.